# La Dentellière (film, 1913)
Pour les articles homonymes, voir La Dentellière.
Pour plus de détails, voir Fiche technique et Distribution.
La Dentellière est un film français réalisé par Léonce Perret, sorti en 1913.

## Fiche technique
- Titre : La Dentellière
- Réalisation : Léonce Perret
- Scénario : Léonce Perret
- Photographie : Georges Specht
- Montage :
- Producteur :
- Société de production : Société des Etablissements L. Gaumont
- Société de distribution :
- Pays d'origine :  France
- Langue : film muet avec les intertitres en français
- Format : Noir et blanc — 35 mm — 1,33:1 — Muet
- Genre :
- Métrage :
- Durée : 17 minutes
- Dates de sortie :
  -  France : 10 janvier 1913

## Distribution
- Suzanne Grandais : Yolande Vouwermann, la dentellière
- Maurice Vinot : Peter Claes, l'amoureux
- Émile Keppens : le père Vouwermann
- René Navarre :